# Milcobel
Milcobel er et belgisk mejerikooperativ, som er markedsledende i Belgien, og som har en stærk tilstedeværelse i Flandern. Milcobel har fire fungerede datterselskaber: Belgomilk (smør, ost og mælkepulver), Ysco (is), Inza (konsummælk) og Camal/Kaasimport Jan Dupont (osteimport). De har også en division i Nederlandene, Milcobel Nederland BV.
Virksomheden blev etableret i 2005 ved en fusion imellem kooperativerne BZU Melkaanvoer og Belgomilk.